# گرگ دی آنجلو
گرگ دی آنجلو (انگلیسی: Greg D'Angelo؛ زادهٔ ۱۸ دسامبر ۱۹۶۳) موسیقی‌دان اهل ایالات متحده آمریکا است. وی از سال ۱۹۸۱ میلادی تاکنون مشغول فعالیت بوده است.